# Jay Barrs
Jay Barrs est un archer américain né le 17 juillet 1962 à Jacksonville (Floride).

## Carrière
Jay Barrs participe à deux éditions des Jeux olympiques. Il est sacré champion olympique individuel et vice-champion par équipes aux Jeux olympiques d'été de 1988 à Séoul. Aux Jeux olympiques d'été de 1992 à Barcelone, il se classe à la cinquième place de l'épreuve individuelle et termine sixième avec l'équipe américaine.